# Vitry-en-Perthois
Vitry-en-Perthois è un comune francese di 906 abitanti situato nel dipartimento della Marna, nella regione del Grand Est.

## Storia
La storia del paese ha origini romane, con un ruolo del Medioevo essendo sede di signoria con castello come importante baliato dei conti di Troyes. Un tempo il paese veniva chiamato "Vitry-le-Brûlé" (Vitry il Bruciato) dopo essere stato completamente distrutto da attacchi incendiari, il primo dei quali da parte dell'esercito di Luigi VII di Francia nel gennaio 1143
In tale periodo, avendo la sorella della regina Eleonora, Petronilla d'Aquitania, sposato Rodolfo di Vermandois dopo che questi ebbe ripudiato la moglie Eleonora di Blois, Rodolfo fu scomunicato dal papa assieme a Petronilla, e dovette sostenere un conflitto contro il cognato, il conte di Champagne Tibaldo IV di Blois, fratello della moglie ripudiata Eleonora. Un altro evento precedente si sovrapponeva a questo oltraggio, avendo il re negato al nuovo arcivescovo di Bourges Pierre de La Châtre (nominato da Papa Innocenzo II) di entrare in nella sede diocesana, in quanto Luigi aveva nominato arcivescovo il proprio cancelliere Carduc. Durante tale conflitto il re di Francia Luigi, appoggiando Rodolfo e conquistato il paese, diede fuoco alla chiesa dove gli abitanti (sembra circa 1300) si erano rifugiati. Dopo tale grave fatto sul regno di Francia e sulla coppia reale cadde l'Interdetto della Chiesa. Solo successivamente, sotto il pontificato di Celestino II, su consiglio chiesto dalla regina a Bernardo di Chiaravalle, la scomunica fu ritirata, dopo la restituzione della Champagne a Tibaldo e l'ottenimento dell'arcivescovato di Bourges per Pierre de La Châtre.
Un'altra distruzione con il fuoco fu operata dagli eserciti di Carlo V nel 1544; venne poi ricostruito sotto Francesco I.
Durante la Rivoluzione francese il comune venne provvisoriamente chiamato Vitry sulla Saulx.
La città subì notevoli danni nel settembre 1914, durante il breve periodo delle armate tedesche, e tra il 1939 e il 1944 a causa della sua vicinanza a Vitry-le-François, importante nodo ferroviario sulla linea Parigi-Strasburgo.

## Società

### Evoluzione demografica
Abitanti censiti